# Sphaerodactylus microlepis
Sphaerodactylus microlepis is een gekko uit de familie Sphaerodactylidae. De lengte van zowel de mannetjes als de vrouwtjes is ongeveer 34 mm, de staart niet meegerekend.

## Naam
De wetenschappelijke naam van de soort werd in 1862 gepubliceerd door Johannes Theodor Reinhardt en Christian Frederik Lütken. Zij gingen er ten onrechte van uit dat hun enige exemplaar op Saint Croix was verzameld. Dat werd pas in 1921 gecorrigeerd naar Saint Lucia. Auguste Duméril, die in 1860 overleed, had deze soort, die hij op Saint Lucia had verzameld, in zijn nagelaten manuscript de naam Sphaerodactylus melanospilos gegeven. Die naam werd echter pas in 1873 postuum gepubliceerd, als synoniem voor Sphaerodactylus fantasticus, maar die laatste soort komt niet voor op Saint Lucia.
De soortaanduiding microlepis is ontleend aan het Oudgriekse , mikros; klein, en λεπις, lepis; schaal, schub.

### Ondersoorten
Van de soort worden twee ondersoorten onderscheiden:
| Naam                               | Auteur         | Verspreidingsgebied                        |
| ---------------------------------- | -------------- | ------------------------------------------ |
| Sphaerodactylus microlepis         |                | Saint Lucia                                |
| Sphaerodactylus microlepis thomasi | Schwartz, 1965 | Maria Island (bij Vieux Fort, Saint Lucia) |

## Verspreiding en habitat
De soort is bekend van het eiland Saint Lucia in het Caraïbisch gebied, en is mogelijk ook aangetroffen op het eiland Dominica maar hier zijn geen populaties bekend die zich voortplanten.
De habitat bestaat uit droge tropische en subtropische bossen en vochtige tropische en subtropische laaglandbossen. Ook in door de mens aangepaste streken zoals akkers en landelijke tuinen kan de gekko worden gevonden. De soort is aangetroffen van zeeniveau tot op een hoogte van ongeveer 635 meter.

## Beschermingsstatus
Door de internationale natuurbeschermingsorganisatie IUCN is de beschermingsstatus 'gevoelig' toegewezen (Near Threatened of NT).